# Donji Štrbci
Donji Štrbci falu Horvátországban, Lika-Zengg megyében. Közigazgatásilag Donji Lapachoz tartozik.

## Fekvése
Korenicától légvonalban 25 km-re, közúton 56 km-re délkeletre, községközpontjától légvonalban 11 km-re, közúton 19 km-re északkeletre, Lika keleti részén, a Lapaci mezőtől északra, az Una bal partján, a bosnyák határ mellett fekszik.

## Története
1857-ben 107, 1910-ben 323 lakosa volt. Az Osztrák–Magyar Monarchia felosztását követően előbb a Szerb-Horvát-Szlovén Királyság, majd Jugoszlávia része lett. A második világháború végéig Jugoszlávián belül Bosznia-Hercegovina része volt, majd néhány északnyugat-boszniai faluval együtt Horvátországhoz csatolták. 1991-ben lakosságának 94 százaléka szerb nemzetiségű volt. A falunak 2011-ben 14 lakosa volt.

## Lakosság
| Lakosság változása | Lakosság változása | Lakosság változása | Lakosság változása | Lakosság változása | Lakosság változása | Lakosság változása | Lakosság változása | Lakosság változása | Lakosság változása | Lakosság változása | Lakosság változása | Lakosság változása | Lakosság változása | Lakosság változása | Lakosság változása |
| ------------------ | ------------------ | ------------------ | ------------------ | ------------------ | ------------------ | ------------------ | ------------------ | ------------------ | ------------------ | ------------------ | ------------------ | ------------------ | ------------------ | ------------------ | ------------------ |
| 1857               | 1869               | 1880               | 1890               | 1900               | 1910               | 1921               | 1931               | 1948               | 1953               | 1961               | 1971               | 1981               | 1991               | 2001               | 2011               |
| 107                | 128                | 120                | 168                | 233                | 323                | 293                | 0                  | 272                | 284                | 225                | 149                | 99                 | 50                 | 25                 | 14                 |

(1931-ben lakosságát Nebljusihoz számították.)

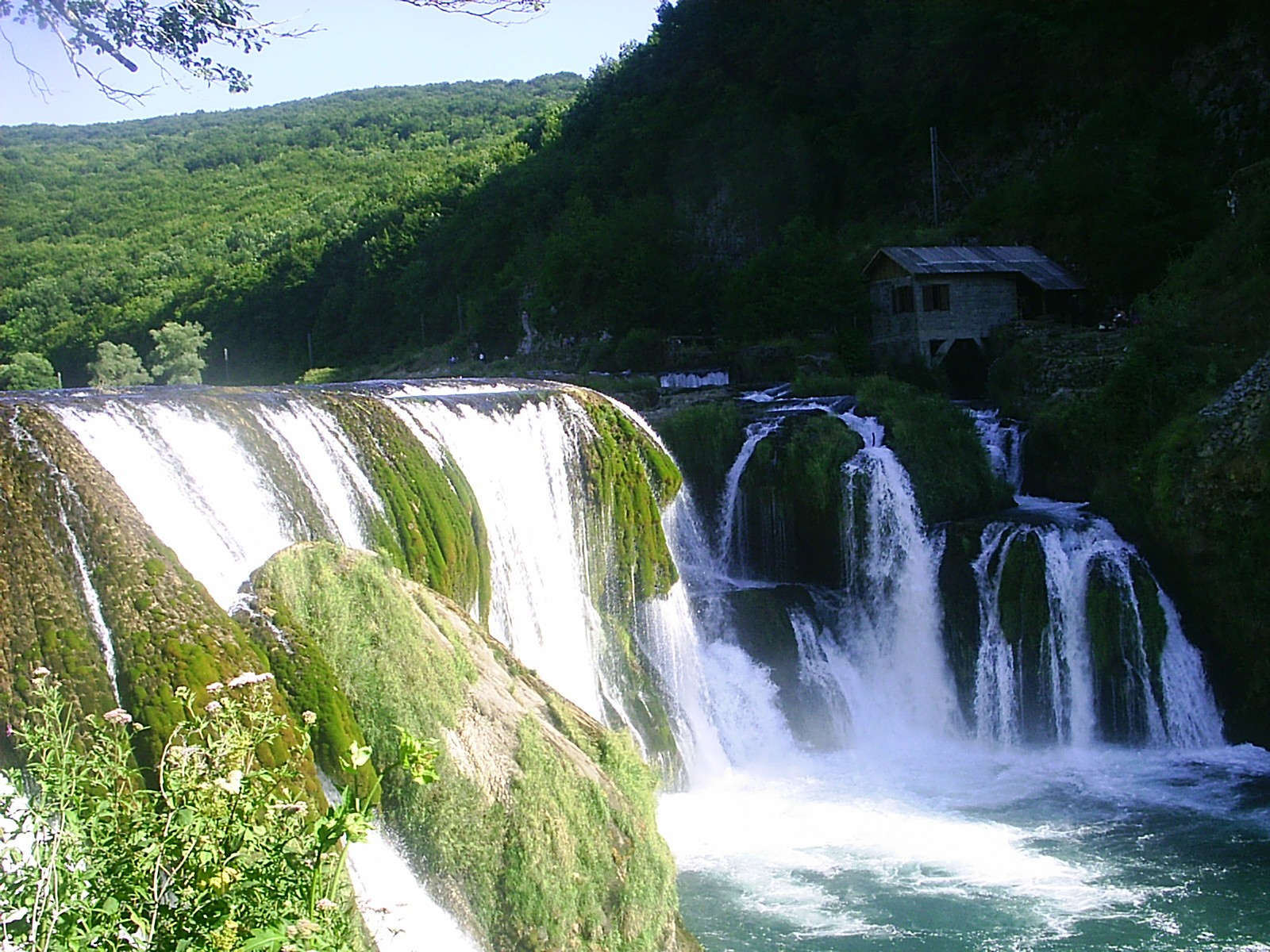
A Štrbački buk

## Nevezetességei
A falu nevezetessége a „Štrbački buk” az Una folyó 25 méter magas vízesése a horvát-bosnyák határon.